# Molières (Dordonha)
Molières é uma comuna francesa na região administrativa da Nova Aquitânia, no departamento Dordonha. Estende-se por uma área de 21 km². Em 2010 a comuna tinha 342 habitantes (densidade: 16,3 hab./km²).